# (3183) Franzkaiser
(3183) Franzkaiser (1949 PP; 1949 QB1; 1982 JF2) ist ein ungefähr 15 Kilometer großer Asteroid des äußeren Hauptgürtels, der am 2. August 1949 Astronomen Karl Wilhelm Reinmuth aus Deutschland 1945 bis 1949 an der Landessternwarte Heidelberg-Königstuhl auf dem Westgipfel des Königstuhls bei Heidelberg (IAU-Code 024) entdeckt wurde.

## Benennung
(3183) Franzkaiser wurde nach dem Astronomen Franz Kaiser (1891–1962) aus dem Deutschen Kaiserreich, der Weimarer Republik, dem NS-Staat, Deutschland 1945 bis 1949 und der Bundesrepublik Deutschland benannt, der von 1911 bis 1914 an der Landessternwarte Heidelberg-Königstuhl tätig war und 21 Asteroiden entdeckte. Die Benennung wurde vom deutschen Astronomen Gerhard Klare vorgeschlagen.